# Paiwarria umbratus
Paiwarria umbratus is een vlinder uit de familie van de Lycaenidae. De wetenschappelijke naam van de soort werd als Sithon umbratus in 1837 gepubliceerd door Geyer.

## Synoniemen
- Thecla gauna Boisduval, 1870
- Thecla parthenia Hewitson, 1874
- Radissima umbratus colombiensis Johnson, 1992